# FOX8
Fox8 (pronunciado Fox Eight) es un canal de paga en Australia propiedad de FOXTEL. Disponible en FOXTEL, Austar y plataformas de televisión por suscripción como OPTUS TV, es el canal más visto por suscripción en Australia. Una versión en alta definición del canal conocida como FOX8HD fue lanzada en FOXTEL y Austar el 15 de noviembre de 2009.

## Historia
El canal transmite muchos programas producidos por Fox Broadcasting Company y, de hecho, fue originalmente llamado Fox antes de agregar el número 8 al título. El canal se encuentra en el número 8 en televisión análoga (ya descontinuada) y 108 por televisión digital terrestre en Australia. Fox8 es el canal de suscripción más popular de Foxtel y el canal más activo, además de ser uno de los pocos canales que ha transmitido contenido de forma ininterrumpida desde la fundación de Foxtel en 1995.
Fox8+2 es el canal timeshift de dos horas. Este canal permite la sintonización de los mismos programas en Fox8, pero dos horas más tarde. Una de las ventajas conocidas de este canal timeshift, es que los espectadores que se encuentran en las ciudades de la costa occidental de Australia pueden ver el canal en el momento adecuado con el horario adecuado.

## Programación

### Producciones originales
- Action Earth (2007)
- An Aussie Goes Barmy (2006)
- An Aussie Goes Bolly (Filmado en 2007) (Transmitido en 2008)
- An Aussie Goes Calypso (2008)
- Australia's Next Top Model (2005 – presente)
- Blood, Sweat and Gears (2008)
- CD Live (2006)
- Confidential (2007)
- Crown Australian Celebrity Poker Challenge (2006)
- Dangerous (2007)
- Football Superstar (2008 – presente)
- Love My Way (2004–2005)
- Ra (2005 – present)
- Runway to LA (2008)
- The Phone
- The Singing Office (2007)